# Artin-Mazursche Zeta-Funktion
In der Mathematik ist die nach Michael Artin and Barry Mazur benannte Artin-Mazursche Zeta-Funktion ein Hilfsmittel beim Studium iterierter Funktionen in dynamischen Systemen. Sie wird gelegentlich auch als topologische Zeta-Funktion bezeichnet.
Artin und Mazur haben diese Zeta-Funktion im Jahr 1965 eingeführt. Diese Funktion wurde dann von Stephen Smale weiter untersucht und allgemein bekannt gemacht.
Die Artin-Mazursche Zeta-Funktion wird als formale Potenzreihe definiert:
{\displaystyle \zeta _{f}(z)=\exp \sum _{n=1}^{\infty }{\textrm {card}}\left({\textrm {Fix}}(f^{n})\right){\frac {z^{n}}{n}},}
Dabei bezeichnet {\displaystyle {\textrm {Fix}}(f^{n})} die Menge der Fixpunkte der {\displaystyle n}-ten Iteration der Funktion {\displaystyle f}, und 
{\displaystyle {\textrm {card}}({\textrm {Fix}}(f^{n})} die Kardinalität dieser Menge von Fixpunkten. Dabei sind hier nur endliche Kardinalitäten zugelassen.
Die Artin-Mazursche Zeta-Funktion ist eine topologische Invariante, das heißt, sie ist invariant unter topologischen Konjugationen. Damit verbindet sie lokale Eigenschaften der Funktion {\displaystyle f} mit globalen Eigenschaften der von den diskreten Trajektorien (Orbits) erzeugten Mannigfaltigkeit.
Umfassende Konvergenzuntersuchungen wurden von William Parry und Mark Pollicott durchgeführt.
Eine Weiterentwicklung der Artin-Mazursche Zeta-Funktion in der Theorie der dynamischen Systeme erfolgte durch David Ruelle, Viviane Baladi und andere zur Ruelleschen Zeta-Funktion und dynamischen Zeta-Funktion.